# 倫里芬湖島
倫里芬湖島(Rangalifinolhu)位於馬爾地夫亞里南環礁。該島由一條500公尺的橋與倫格里島連接，並有多尼船在兩個島間往返，是馬爾地夫眾多渡假島嶼之一。